# Amamikanin
Amamikanin, amamihare eller riukiukanin (Pentalagus furnessi) är en art i familjen harar och den enda arten i släktet Pentalagus. Arten förekommer bara på två öar som tillhör de japanska Ryukyuöarna.

## Kännetecken
Djuret har en ullig mörkbrun till svart päls. Öronen är med en längd på 4 till 5 centimeter jämförelsevis korta. Även extremiteterna är korta och vid fötterna finns påfallande klor. Amamikanin når en kroppslängd mellan 40 och 53 centimeter och därtill kommer en 2 till 3,5 centimeter lång svans. Vikten ligger mellan två och tre kilogram.

## Habitat
Öarna Amami-Ōshima och Tokunoshima har subtropiskt klimat. Haren lever i höjder upp till cirka 700 meter över havet. Vanligast är arten i klippiga zoner med kottepalmer samt i ekskogar. Efter en storartad skogsröjning under 1970- och 1980-talet anpassade sig arten till gräsmark med arter av miskantussläktet.

## Levnadssätt
Amamikanin är aktiv på natten vanligen mellan klockan 17 och klockan 6 på morgonen. De gräver 30 till 200 centimeter långa tunnlar och vid slutet ligger bon som har en diameter på 20 centimeter och som används för att vila. Honan har förmåga att para sig flera gånger per år och per kull föds två eller tre ungdjur.
Vid en analys angående harens föda upptäcktes 29 olika växter i djurets magsäck. Vanligast var arter från mikantussläktet, starrsläktet och släktet Peucedanum. Dessutom hittades frukter från trädsläktena Castanopsis och Styrax.

## Systematik
Artens närmaste släktingar förmodas i det utdöda släktet Pliopentalagus som under miocen och pliocen var vitt spridd över Eurasien.

## Hot
Tidigare var arter av ormsläktet Trimeresurus amamikaninens enda naturliga fiender. Senare infördes av människan manguster av släktet Herpestes samt hundar som jagar hardjuret.
Dessutom jagades arten fram till 1921 av människan för köttets skull och på grund av de läkande egenskaperna som tillskrivits amamikaninens kroppsdelar. Efter beslut av den japanska regeringen blev arten fullständigt skyddad men förstörelsen av levnadsområdet och de nämnda fienderna hotar fortfarande arten. Hela populationen uppskattades 2003 med 2000 till 4800 individer. IUCN listar arten som starkt hotad (endangered). För att skydda arten beslöts att utrota alla manguster på ön.
Vanligtvis undviker amamikaninen kontakt med människor. Trots allt finns den på ön i några inhängningar samt i djurparken i Kagoshima.